# Ptychogastriidae
Ptychogastriidae är en familj av nässeldjur. Enligt Catalogue of Life ingår Ptychogastriidae i ordningen Trachymedusae, klassen hydrozoer, fylumet nässeldjur och riket djur, men enligt Dyntaxa är tillhörigheten istället ordningen Trachylida, klassen hydrozoer, fylumet nässeldjur och riket djur. Enligt Catalogue of Life omfattar familjen Ptychogastriidae 4 arter. 
Kladogram enligt Catalogue of Life och Dyntaxa:
| Ptychogastriidae | \| \| Ptychogastria \| \| \| \| \| \| Tesserogastria \| \| \| \| |
|                  | \| \| Ptychogastria \| \| \| \| \| \| Tesserogastria \| \| \| \| |
|                  | Geryoniidae                                                      |
|                  |                                                                  |
|                  | Halicreatidae                                                    |
|                  |                                                                  |
|                  | Petasidae                                                        |
|                  |                                                                  |
|                  | Rhopalonematidae                                                 |
|                  |                                                                  |
|                  | Ptychogastria                                                    |
|                  |                                                                  |
|                  | Tesserogastria                                                   |
|                  |                                                                  |

|  | Ptychogastria  |
|  |                |
|  | Tesserogastria |
|  |                |